# IllFonic
IllFonic, LLC — американский разработчик видеоигр, базирующийся в Голдене, штат Колорадо, с дополнительными офисами в Такоме, штат Вашингтон, и Остине, штат Техас. Студия была основана Чарльзом Брунгардтом, Кедрином Гонсалесом и Рафаэлем Саадиком в 2007 году. IllFonic наиболее известна благодаря разработке Friday the 13th: The Game и Predator: Hunting Grounds.

## История
Основатель IllFonic Чарльз Брунгардт работал с R & B артистом Рафаэлем Саадиком после окончания колледжа, занимаясь продюсированием и инжинирингом записей. Во время совместной работы Саадик предложил Брунгардту идею появления в видеоиграх, на основе которой была концептуализирована игра Ghetto Golf.Впоследствии Брунгардт переехал из Лос-Анджелеса в Денвер и вместе с Кедрином Гонсалесом сформировал IllFonic из гаража. Саадик также считается соучредителем.Студия переехала в Денвер, из гаража в квартиру, затем в офисы над барами на Бродвее Денвера, прежде чем в июне 2013 года переехать в соответствующие офисы на бульваре Шпеер в Золотом треугольнике. В ночь на 5 марта 2010 года аптека каннабиса, расположенная рядом в офис IllFonic было совершено ограбление. Полицейское управление Денвера отреагировало на сигнал тревоги, но неправильно прибыло по адресу IllFonic, надев наручники на трех своих сотрудников под дулом пистолета, прежде чем ошибка была устранена.
В марте 2010 года было объявлено, что IllFonic разрабатывает Nexuiz, ремейк одноимённой игры, выпущенной Alientrap в 2005 году. Ремейк был выпущен в феврале 2012 года для Xbox 360 и в мае 2012 года для Microsoft Windows, опубликован через THQ Partners, часть издательства THQ. Однако, поскольку THQ пережила банкротство, серверы для версии Nexuiz для Xbox 360 были закрыты. Затем права на игру не были проданы на аукционах по банкротству THQ. В 2013 году IllFonic получила контракт на разработку модуля «Звездный десантник» и систем от первого лица для игры Star Citizen. Разработчик игры, Cloud Imperium Games, планировал интегрировать эти активы в основную игру, однако после одного года работы были обнаружены несоответствия в масштабах активов двух студий, что сделало их несовместимыми. IllFonic продолжала работать над Star Citizen, и их работа была почти завершена к августу 2015 года. В том месяце IllFonic уволила шесть разработчиков, включая трех из тех, кто работал над Star Citizen. В июле 2013 года IllFonic анонсировала Revival, многопользовательскую онлайн-ролевую игру. Разработка игры была «приостановлена на неопределенный срок» в марте 2016 года.
В конце 2014 года IllFonic и издатель Gun Media анонсировали Slasher Vol. 1: Летний лагерь, асимметричная экшн-игра в стиле прятки. В начале 2015 года игра привлекла внимание Шона С. Каннингема, продюсера серии фильмов «Пятница, 13-е», который обратился к Gun Media с просьбой превратить Летний лагерь в лицензионную игру; впоследствии игра была переименована в «Пятница, 13-е: Игра». К этому времени в IllFonic работало 50 сотрудников. Игра была выпущена в мае 2017 года для Microsoft Windows, PlayStation 4 и Xbox One. Однако судебная тяжба вокруг прав на франшизу Friday the 13th продолжалась, в результате чего IllFonic прекратила разработку нового контента для игры к июню 2018 года. Порт игры Friday the 13th: The Game для Nintendo Switch был выпущен в августе 2019 года. Dead Alliance, многопользовательский шутер от первого лица, был разработан Psyop Games и IllFonic и выпущен Maximum Games в августе 2017 года. Ранее игра была известна как Moving Hazard. В ноябре 2018 года IllFonic открыла второй офис в Такоме, штат Вашингтон, с первоначальными семью сотрудниками. К январю 2019 года штаб-квартира в Денвере была перенесена в Голден, штат Колорадо. В июле 2019 года в обоих офисах в совокупности работало 78 человек (38 в Голдене и 40 в Такоме), в то время как к ноябрю только в офисе в Такоме работало 47 сотрудников.
В январе 2020 года бывший исполнительный директор Sony Interactive Entertainment Джио Корси присоединился к IllFonic в качестве директора по продуктам. К этому времени компания также открыла третий офис в Остине, штат Техас.

## Игры
| Год  | Название                                 | Платформы                                                                  | Издатель                       |
| ---- | ---------------------------------------- | -------------------------------------------------------------------------- | ------------------------------ |
| 2012 | Nexuiz                                   | Microsoft Windows, Xbox 360                                                | THQ                            |
| 2017 | Friday the 13th: The Game                | Microsoft Windows, Nintendo Switch, PlayStation 4, Xbox One                | Gun Media                      |
| 2017 | Dead Alliance                            | Microsoft Windows, PlayStation 4, Xbox One                                 | Maximum Games                  |
| 2020 | Predator: Hunting Grounds                | Microsoft Windows, PlayStation 4                                           | Sony Interactive Entertainment |
| 2021 | Arcadegeddon                             | Microsoft Windows, PlayStation 4, PlayStation 5, Xbox One, Xbox Series X/S | IllFonic                       |
| 2022 | Ghostbusters: Spirits Unleashed          | Microsoft Windows, PlayStation 4, PlayStation 5, Xbox One, Xbox Series X/S | IllFonic                       |
| 2024 | Killer Klowns from Outer Space: The Game | Microsoft Windows, PlayStation 5, Xbox Series X/S                          | IllFonic                       |

### Помощь в разработке
- Armored Warfare[25]
- Crysis 3[25]
- Evolve[25]
- Sonic Boom: Rise of Lyric[26]
- Star Citizen[25]

### Отмененные
- Ghetto Golf
- Project Advena[27]
- Revival